# Walter Perceval Yetts
Walter Perceval Yetts (Reading, 1878. április 25. – 1957. május 14.) brit sebész orvos, sinológus.

## Élete, munkássága
Yetts felsőfokú tanulmányait a Bradfield College-ban, a Londoni Egyetemen és a Lausanne-i Egyetem végezte. Orvosként szolgált a hadseregben 1903-tól 1912-ig. 1920-tól 1927-ig a Brit Egészségügyi Minisztérium alkalmazásában állt. Pályája 1930-ban jelentős fordulatot vett, amikor kinevezték a Londoni Egyetem School of Oriental Studiesra előadóként. Itt kínai művészetet és régészetet oktatott egészen az 1946-ban történt nyugdíjba vonulásáig. Yetts kutatási területi az ősi kínai jáde- és bronztárgyak vizsgálata volt, amellyel számos cikket és könyvet írt.

## Főbb művei
- Catalogue of the Chinese & Corean bronzes, sculpture, jades, jewellery and miscellaneous objects: The George Eumorfopoulos Collection. London: Benn, 1929–1932
  - Vol. 1 Bronzes: Ritual and other vessels, weapons, etc.
  - Vol. 2 Bronzes: Bells, drums, mirrors, etc.
- Moule, A. C. & Yetts, W. Perceval: The Rulers Of China 221 B.C. – A.D. 1949 Chronological Tables Compiled By A. C. Moule. With a Section on the Earlier Dynasties by W. Perceval Yetts. London: Routledge & Kegan Paul 1957 ("Yetts provides information of the rulers of China from 2100-249BC.")